# Kozjansko y Obsotelje
Kozjansko y Obsotelje es una reserva de la biosfera en Eslovenia, en la zona que está fronteriza con Croacia. Se encuentra entre los ríos Save, Savinja y Sotla, este último sirve de frontera con Croacia. En su mayor parte está cubierto de bosques, pero también hay tierra cultivada. Su paisaje es diverso: alpino y panonio, ya que se encuentra en la conjunción de los Alpes y la Llanura Panónica. La zona 1 o "Zona Núcleo" está formada en su mayor parte por el Parque regional Kozjansko, que tiene 206 km² de extensión y cuya sede se encuentra en Podsreda.46°2′22.5″N 15°35′23.35″E / 46.039583, 15.5898194